# Neuseeländische Badmintonmeisterschaft 2022
Die Neuseeländische Badmintonmeisterschaft 2022 fand vom 17. bis zum 19. Juni 2022 in Auckland statt.

## Medaillengewinner
| Disziplin    | Gold                          | Silber                            | Bronze                    |
| ------------ | ----------------------------- | --------------------------------- | ------------------------- |
| Herreneinzel | Edward Lau                    | Abhinav Manota                    | Oscar Guo                 |
| Herreneinzel | Edward Lau                    | Abhinav Manota                    | Ricky Cheng               |
| Dameneinzel  | Shaunna Li                    | Catelyn Rozario                   | Victoria Guo              |
| Dameneinzel  | Shaunna Li                    | Catelyn Rozario                   | Smile Li                  |
| Herrendoppel | Adam Jeffrey Dylan Soedjasa   | Abhinav Manota Jack Wang          | Chris Benzie Daniel Hu    |
| Herrendoppel | Adam Jeffrey Dylan Soedjasa   | Abhinav Manota Jack Wang          | Dacmen Vong Evan Wong     |
| Damendoppel  | Sally Fu Camellia Zhou        | Erena Calder Hawkins Jasmin Ng    | Gaea Galvez Laarni Moreno |
| Damendoppel  | Sally Fu Camellia Zhou        | Erena Calder Hawkins Jasmin Ng    | Shaunna Li Alyssa Tagle   |
| Mixed        | Oliver Leydon-Davis Anona Pak | Adam Jeffrey Erena Calder Hawkins | Edward Lau Shaunna Li     |
| Mixed        | Oliver Leydon-Davis Anona Pak | Adam Jeffrey Erena Calder Hawkins | Vincent Tao Alyssa Tagle  |